# Oro-myofunctionele therapie
Oro-myofunctionele therapie (OMFT) is een specialisatie binnen de logopedie die tot doel heeft om balans in het gebruik van de mondspieren te brengen. Dit gebeurt door het afleren van afwijkende mondgewoonten zoals mondademen, duimzuigen, fopspeengebruik, liplikken en nagelbijten. Juiste mondgewoonten, te weten: mondsluiting in rust, juiste tongpositie, juiste kauwwijze, juiste slikbeweging en juiste uitspraak van alveolaire klanken worden middels [[oefentherapie]] aangeleerd.
Een verstoorde spierbalans in de mond heeft invloed op:
- ademhaling
- luchtwegen
- stand van het gebit
- ontwikkeling van de kaken
- reukvermogen
- slaapkwaliteit (snurken, slaapapneu)
- groei van het gezicht
- spraak

In OMFT gespecialiseerde logopedisten werken indien nodig samen met tandartsen en orthodontisten. Zij houden zich bezig met de functie (spiergebruik), de tandheelkundigen met de vorm.